# Arrêtez-moi
Pour plus de détails, voir Fiche technique et Distribution.
Arrêtez-moi est un thriller franco-luxembourgeois écrit et réalisé par Jean-Paul Lilienfeld, sorti en 2013. Il s'agit de l'adaptation du roman Les Lois de la gravité de Jean Teulé (Éditions Julliard, 2003), inspiré d'un fait divers.

## Synopsis
Une femme battue (Sophie Marceau) pousse son mari par la fenêtre. Après dix ans, elle décide de se rendre à la police, où elle est entendue par la lieutenant Pontoise (Miou-Miou) qui refuse de l'arrêter.

## Fiche technique
- Titre original : Arrêtez-moi
- Réalisation : Jean-Paul Lilienfeld
- Scénario : Jean-Paul Lilienfeld, d'après le roman Les Lois de la gravité de Jean Teulé
- Décors : Pierre-François Limbosch
- Costumes : Magdalena Labuz
- Photographie : Pascal Rabaud

- Son : Carlo Thoss
- Montage : Aurique Delannoy
- Musique : Matthieu Gonet
- Production : Nicolas Steil

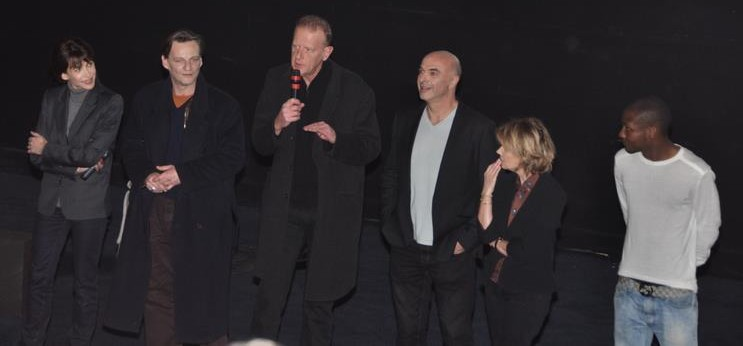
Sophie Marceau, Marc Barbé, Jean Teulé, Jean-Paul Lilienfeld, Miou-Miou et Yann Ebonge à l'avant-première du film.

- Sociétés de production : Rezo Productions, Iris Production, Iris Films et France 2 Cinéma (coproductions)
- Société de distribution : Rezo Films
- Pays d'origine :  France,  Luxembourg
- Langue originale : français
- Format : couleur
- Genre : thriller
- Durée : 99 minutes
- Date de sortie : 
  -  France : 6 février 2013

## Distribution
- Sophie Marceau : la coupable

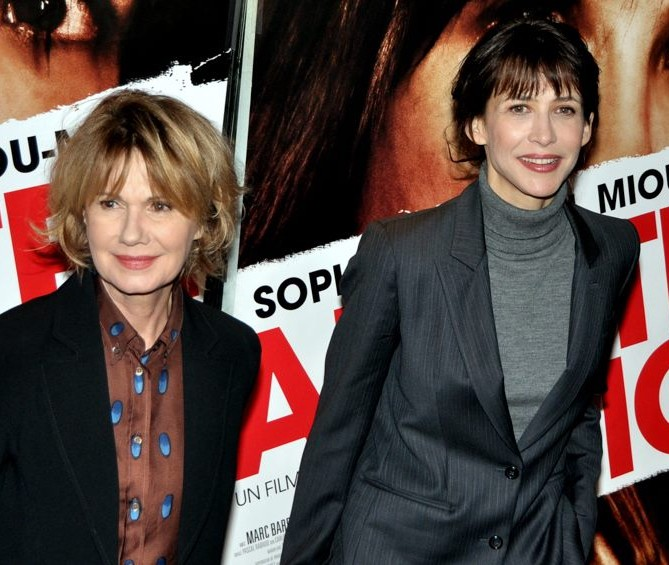
Miou-Miou et Sophie Marceau à l'avant-première parisienne.

- Miou-Miou : la lieutenant Pontoise
  - Dinara Droukarova : Pontoise à 30 ans
- Marc Barbé : Jimmy
- Yann Ebongé : Joliveau
- Jenny Clève : Mémé Gardie
- Éric Godon : le gardien - le Bouclé
- Jean-François Wolff : le père de Pontoise
- Thomas Coumans : l'amoureux de Pontoise
- Valérie Bodson : Madeleine
- Arthur Buyssens : Cédric à 17 ans
  - Vadim Goudsmit : Cédric à 7 ans
- Claudine Pelletier : la mère de Jimmy
- Roger De Moerloose : Pépé Cale-Pieds
- Serge Hologne : le Bouclé
- Frédéric Frenay : le gardien de la paix
- Patrick Hastert : le policier en civil
- Anne Beaupain : la mère de Pontoise

## Production
Les Lois de la gravité de Jean Teulé a été avant-tout adapté pour la pièce éponyme mise en scène par Élisabeth Sender au
théâtre de la Manufacture des Abbesses en 2011. 
Bien que le lieutenant Pontoise soit un homme dans le roman, le réalisateur a fait appel à l'écrivain pour confier le personnage à sa conjointe Miou-Miou : d'abord gêné, Jean Teulé avait pourtant la même idée. L'actrice a répondu au cinéaste qu'elle « n'avait plus l'âge » de jouer à la meurtrière jusqu'à ce qu'en songeant au personnage Pontoise qui l'intriguait, elle change d'avis.
Le réalisateur, voulant travailler avec Sophie Marceau, propose à cette dernière le rôle de la coupable : l'actrice a d'abord lu le scénario avant d'accepter.
Le film est un huis clos entre deux femmes, illustré de flash-backs en caméra subjective.

### Tournage
Les scènes de films ont été tournées du 18 février 2012 au 2 mars 2012 à Dunkerque dans le Nord et à Saint-Pol-sur-Ternoise dans le Pas-de-Calais pour les flash-back nocturnes. Quant à celles du huis clos entre les deux personnages, elles ont été filmées dans un studio à Dunkerque.